# Tricyclische antidepressiva

De chemische structuur van Imipramine, een TCA, toont de drie ringen.

Tricyclische antidepressiva (TCA's) zijn medicijnen die de symptomen van een klinische depressie tegengaan. Ze vormen een subklasse van antidepressiva. Ze zijn vernoemd naar hun chemische structuur, die drie cyclische verbindingen (ringen van atomen) bevat.
Tetracyclische antidepressiva (TeCA's), die vier ringen van atomen bevatten, zijn een nauw verwante groep antidepressivaverbindingen.
Tot de TCA's behoren:
- Amitriptyline (merknaam o.a. Tryptizol en Sarotex)
- Clomipramine (merknaam Anafranil)
- Dosulepine (merknaam Prothiaden)
- Imipramine (merknaam o.a. Tofranil)
- Maprotiline (merknaam Ludiomil)
- Nortriptyline (Merknaam o.a. Nortrilen)

## Geschiedenis
TCA's werden ontdekt in de vroege jaren 1950 en werden later in dat decennium op de markt gebracht.

## Werking en indicatie
De werking van TCA's berust op het remmen de synaptische heropname van noradrenaline en/of serotonine. Hoe dat leidt tot verbetering van de stemming is niet exact bekend. De middelen worden ook voorgeschreven bij bipolaire stoornis, obsessieve-compulsieve stoornis en angststoornissen. Offlabel worden ze ook voorgeschreven bij moeilijk behandelbare ernstige pijn of ernstige tabaksverslaving.
Voor de indicatie 'depressie' zijn de TCA's in de meeste delen van de wereld deels vervangen door nieuwere antidepressiva zoals selectieve serotonine-heropnameremmers (SSRI's), selectieve serotonine- en-noradrenaline-heropnameremmers (SNRI's) en noradrenaline-heropnameremmers (NRI's). De nadelige effecten in de vergelijking tussen TCA's en SSRI's bleken overigens anders, maar wel van een vergelijkbaar niveau te zijn.
Al deze medicijnen zijn door de trage respons en de bijwerkingen lastig instelbaar.